# Possedoni
Possedoni (ur. 7?? – zm. 8??) – biskup Seo de Urgel od 814 roku do 823 roku.